# USS Barnes (CVE-20)
Pour les autres navires du même nom, voir USS Barnes.
L'USS Barnes (CVE-20) est un porte-avions d'escorte de classe Bogue construit pour la marine américaine pendant la Seconde Guerre mondiale.

## Conception
Peu après l'attaque de Pearl Harbor en décembre 1941, il est décidé de convertir un grand nombre de navires marchands en porte-avions d'escorte. Les exemplaires de la classe Bogue sont ainsi basés sur le modèle de coque C-3-S, mû par des turbines à vapeur. L'expérience acquise lors de la classe précédente est prépondérante, malgré quelques changements : le pont d'envol et l'un des hangars sont agrandis et les navires disposent de deux ascenseurs.
Les porte-avions de la classe ont une longueur hors-tout de 151,1 mètres, un maître-bau de 34 mètres et un tirant d'eau de 7,09 mètres. Propulsés par une hélice mue par une turbine Allis-Chalmers et deux chaudières Foster-Wheeler développant 8 500 chevaux, ils peuvent filer jusqu'à 17,6 nœuds (32,6 km/h). Déplaçant 13 891 tonnes à pleine charge, ils emportent en moyenne 890 hommes d'équipage et 28 avions.

## Histoire
La construction du porte-avions est ainsi lancée le 19 janvier 1942 aux chantiers Seattle-Tacoma Shipbuilding Corporation, sous la désignation AVG-20. Il est nommé Barnes le 19 mars 1942, après que le précédent, l'AVG-7 a été cédé à la Royal Navy et renommé Attacker. Il est finalement lancé le 20 mai 1942 et reclassé ACV-20. Le 20 février 1943, le Barnes est commissionné dans le Puget Sound, aux ordres du capitaine Cato Glover, et rejoint alors Pacifique. Il sert principalement de porte-avions d'entraînement à l'appontage, et transporte de nombreux avions et pilotes entre les États-Unis et le théâtre du Pacifique. Il participe néanmoins à la campagne des îles Gilbert de novembre à décembre 1943. De septembre à octobre 1944, il assure le ravitaillement des grands porte-avions engagés dans les
îles Carolines et les Philippines. Après la capitulation du Japon, le Barnes continue à servir en Extrême-Orient jusqu'au 3 novembre 1945. Il rentre aux États-Unis en mars 1946 et après un passage par la côte Ouest, il rejoint Boston Harbor avant d'être rayé des listes le 29 août.

## Aéronefs embarqués
Le Barnes a embarqué plusieurs types d'avion, parmi lesquels :
Chasseurs
- F4F Wildcat
- F4U Corsair

Bombardiers en piqué
- SBD Dauntless

Bombardier-torpilleurs
- TBF/TBM Avenger

Avions de reconnaissance
- SOC Seagull
- F4U-P Corsair